# يان فيرنر دانيلسن
يان فيرنر دانيلسن (بالنرويجية البوكمول: Jan Werner Danielsen)‏ هو مغني نرويجي، ولد في 10 أبريل 1976 في Nord-Odal ‏ في النرويج، وتوفي في 29 سبتمبر 2006 في أوسلو في النرويج بسبب قصور القلب.

## وصلات خارجية
- يان فيرنر دانيلسن على موقع IMDb (الإنجليزية)
- يان فيرنر دانيلسن على موقع ميوزك برينز (الإنجليزية)
- يان فيرنر دانيلسن على موقع ديسكوغز (الإنجليزية)